# Itaí (ort)
Itaí är en ort i Brasilien.   Den ligger i kommunen Itaí och delstaten São Paulo, i den södra delen av landet, 900 km söder om huvudstaden Brasília. Itaí ligger 616 meter över havet och antalet invånare är 22 304.
Terrängen runt Itaí är platt. Det finns inga andra samhällen i närheten.
Omgivningarna runt Itaí är en mosaik av jordbruksmark och naturlig växtlighet. Runt Itaí är det glesbefolkat, med 20 invånare per kvadratkilometer.